# Premiers entrepreneurs du chocolat au Pays basque
Les premiers entrepreneurs du chocolat au Pays basque se sont installés après 1609, dans le bourg de Saint-Esprit, aux portes de Bayonne, sur les bords de l'Adour. Ils ont importé d’Espagne le savoir-faire chocolatier, et fabriquaient au domicile de leurs clients des breuvages réputés pour leurs vertus médicinales et aphrodisiaques.

## Histoire

### XVIesiècle
Les Basques avaient connaissance des richesses du Nouveau-Monde, les Espagnols comme les Français. L'or et l'argent étaient en tête des convoitises mais bien protégés. Un corsaire comme Pierre Bruxel est condamné en 1560 car le contenu de ses navires prouve un trafic de cacao, en échange de marchandises du nord de l'Europe, jugées précieuses par la population de Merida, dans le Yucatan.
En 1559, quatre navires corsaires de Bayonne et Saint-Jean-de-Luz pillent Puerto Caballos, sur l'étroite façade atlantique du Nicaragua, ou au Honduras, zone de production cacaoyère, même si une confusion est probable avec le Puerto caballos du Venezuela.
Les relations de ces familles juives basques sont très suivies avec les autres communautés séfarades, dont la plus importante, celle d'Amsterdam. Les Juifs de Bayonne, expulsés en 1597, s'étaient pour leur part installés à Saint-Esprit, sur l'autre rive de l'Adour, et c’est de là qu’ils accueillirent les Juifs espagnols. Beaucoup s’installèrent à Amsterdam au moment où la ville devient la puissante capitale d’un nouveaux pays pratiquant la tolérance religieuse : la Hollande, qui occupe la moitié nord des Pays-Bas espagnols.

### XVIIesiècle
À la même époque, en 1650, on commence à planter des piments à Espelette. Des graines sont sélectionnées donnant naissance à la variété Gorria, connue aujourd'hui sous l'appellation « piment d'Espelette ». Originaire d'Amérique du Sud, la plante est utilisée dans ses spécialités au chocolat.
La diaspora juive du cacao regroupe aussi des Anglais venus en 1651 et 1659 à Curaçao, ou des Italiens Granas originaires de la ville toscane de Livourne, où les marchands juifs granas sont autorisés et même attirés les « Leggi Livornine » de 1591, pour pallier l'ensablement de l'ancien port de Pise. Livourne est aussi appelée « Leghorn » en hébreu, nom également donné à une ville de Curaçao d'où partiront les fondateurs de Tucacas, au Venezuela en 1693. L'Italie et le Pays basque sont tellement liés au cacao vénézuélien, qu'au début du siècle suivant, les rares cargaisons de cacao partant de Curaçao et n'allant pas à Amsterdam se rendent directement à Bilbao et Livourne. Jusqu'en 1810, le Venezuela assure à lui seul la moitié de la production mondiale.
La consommation en Europe est alors surtout réservée aux voyageurs, comme l'Italien Antonio Carletti en 1616, aux têtes couronnées et surtout aux pharmaciens, comme l'Allemand Johann Georg Volkamer, qui le découvre en Italie en 1641. En France, le 28 mai 1659, Mazarin accorde un monopole de 29 ans, à l'officier toulousain de la reine David Chaillou, qui tient boutique au coin de la rue de l'Arbre-Sec et de la rue Saint-Honoré, juste en face des Halles de Paris, où il peut surveiller le respect de ce monopole. Son privilège de seul chocolatier à Paris dure de 1659 à 1688.
Les migrations des Juifs chocolatiers sont fréquentes et souvent forcées. En 1684, M. de Riz, intendant de la région basque, obligea 93 familles juives à « sortir du royaume ». L’année suivante, en 1685, le code noir stigmatise les Juifs, propriétaires de cacaoyers à la Martinique, qui doivent fuir les colonies françaises et se retrouvent à Curaçao ou à Amsterdam, comme Benjamin da Costa d'Andrade.
Les Juifs trouvent cependant des astuces pour conserver leur activité de chocolatier, réclamée par leurs clients. Les registres paroissiaux de baptême de Saint-Esprit, mentionnent en 1687 un habitant « faiseur de chocolat ». Le 23 août 1691, les échevins de Bayonne rendirent une ordonnance interdisant aux Juifs portugais de Saint-Esprit, de faire des acquisitions à Bayonne. Les rabbins de Bayonne composent des livres en espagnol, imprimés probablement dans la clandestinité, comme Historia Sacra Real d’Yshak de Acosta, en 1691, qui avait reçu sa formation à Amsterdam, comme d'autres rabbins de Bordeaux et Bayonne, tels qu'Abraham Vaez ou Isaac Abarbanel de Souza.

### XVIIIesiècle
Peu après le traité de Ryswick de 1697, entre la France et l’Espagne, un édit du roi de France autorise en 1705 à nouveau les « limonadiers à vendre du chocolat à la tasse ». Entre 1710 et 1720, s'installent à Bayonne et Saint-Jean-de-Luz, des Basques espagnols de Saint-Sébastien, Azpeitia, Urdax et Ainhoa, qui s'appellent Ezcura, Amitsarobe, Istillart, et Latamendia. 
Vers 1723, un recensement de Saint-Esprit dénombre 1100 Juifs et 3500 français, principalement actifs dans le sel, la colle et le chocolat. Les Espagnols sont au même moment confrontés à la contrebande hollandaise très active sur la Rivière Yaracuy, au Venezuela, même après la reprise du port juif hollandais de Tucacas, à son embouchure. Ce trafic ne profite pas à l’Espagne et attire les pirates d’autres nationalités.
En 1728, le roi d’Espagne Philippe V créé la Compagnie Royale Guipuzcoana à qui il donne le monopole des importations, des exportations, du développement, de l'exploitation des matières premières dans la province du Venezuela.
La compagnie était animée par les corsaires basques du Guipuscoa, qui fournissaient les navires, les marins et leur armement, et avait pour ordre, en échange de son monopole de patrouiller le long de ces côtes.
Un peu plus tard (1761) arrive à Espelette un Berindoague. Ensuite à Cambo-les-Bains, c’est un Dolhabarrats en 1770 puis Étienne Noblia en 1785. Puis c’est le tour des villages de Labastide, Mendionde, et Hélette.
En 1761, dix chocolatiers basques de Bayonne, menés par Ezcura, font enregistrer par la ville, la guilde de la Corporation des Chocolatiers, « dans le but de perfectionner le métier, d’autant qu’une infinité d’étrangers inondent la ville et infectent le public par la mauvaise composition du chocolat qu’ils y débitent », guilde qui fut interdite par arrêté du Parlement de Bordeaux en 1767, à la demande des « étrangers », comme Moise Mesquit, Isaac Ledesma, et Raphael Dias. Des épiciers basques et gascons de la ville (Elissalde, Saux, Saubagné, Pouyols), soucieux d’une diversité de leurs fournisseurs appuient cet arrêté.

### XIXesiècle
Au XIXe siècle, soucieux de crédibilité, des chocolatiers basques, comme Fagalde de Cambo-les-Bains et Claudeville de Labastide, mentionnent la « fabrication mécanique » dans le programme de l'Exposition universelle de 1855. Fagalde était « le seul des environs de Bayonne qui travaille à grande échelle et qui ait su mettre à profit la force motrice si puissante de la vapeur ».